# Duck
Die Ducks (engl. für Enten) sind eine fiktive Familie, die in der erfundenen Stadt Entenhausen lebt. Sie wurde erst von den Disney-Trickfilmstudios und später von Comiczeichnern von Disney entwickelt. In der Frühphase der Comics war vor allem Al Taliaferro, später Carl Barks prägend. Neben zahlreichen Comics in verschiedenen Reihen (z. B. dem in Deutschland verlegten Lustigen Taschenbuch) und Kurzfilmen, gibt es auch eigene Fernsehserien, DuckTales – Neues aus Entenhausen und DuckTales (2017), die sich jedoch auf eine Auswahl an Figuren beschränkt und in welcher auch Figuren auftreten, die sonst nicht verwendet werden (z. B. Frieda).
Die bekanntesten Familienmitglieder, und auch die mit den meisten Comicauftritten, sind Donald Duck und Dagobert Duck, sowie Tick, Trick und Track Duck.

## Verwandtschaft
Die am weitesten verbreitete Genealogie der Ducks beruht größtenteils auf den Geschichten von Carl Barks und Don Rosa. Sowohl Barks als auch Rosa, der die Geschichten von Barks zur Grundlage hat, haben eigene etwas abweichende Verwandtschaftsbeziehungen dargestellt. Daneben wurden verschiedene weitere veröffentlicht (z. B. von Grobian Gans, William van Horn und weiteren Zeichnern). In einigen Grundlagen stimmen sie aber überein: Die Familie stammt, zumindest was die Linie um Dagobert Duck angeht, aus Schottland. Von Rosa wurde auch noch eine Verwandtschaft zu Emil Erpel, dem Gründer von Entenhausen, eingeführt. Nach ihm und Barks gehen die Nachfahren von Dagobert Duck auch auf den schottischen Clan McDuck zurück, der seinen Sitz auf der Duckenburgh im schottischen Hochland hatte. Die Daten zu den einzelnen Figuren unterscheiden sich aber in der Übersetzung teilweise erheblich von den Angaben in den englischsprachigen Comics und sie unterscheiden sich teilweise auch erheblich zwischen den einzelnen Zeichnern. So werden je nach Bedarf Figuren hinzugefügt und Lebensdaten, Orte und Ereignisse geändert. Die nachfolgenden Angaben sind daher nicht für alle Zeichner als verbindlich anzusehen.

### Urahnen und frühe Verwandte
Die ältesten Vertreter der McDucks lassen sich in keine gesicherte genealogische Ordnung bringen, sie erscheinen daher chronologisch. Die ergänzenden Angaben stammen aus den Comics von Barks und Rosa.
- Sir Daunenstert Duck (engl. Sir Eider McDuck) († 946, nach anderen Angaben jedoch † 1174[2]) gefallen im Kampf gegen die Angelsachsen.[2] Sein Heer ließ ihn im Stich, weil er allen zusammen nur 30 Kupferstücke pro Stunde zahlte (in deutschen Barks-Geschichten entlohnt Dagobert Donald üblicherweise mit 30 Kreuzern in der Stunde).
- Sir Donnerbold Duck (engl. Sir Quackly McDuck), Gefolgsmann König Macbeths (* um 1010; † (nach) 15. August 1057, nach anderen Angaben jedoch † 1314[3]) Er mauerte sich selbst ein, als er seinen Schatz verstecken wollte.[3]
- Sir Dämelak Duck (engl. Sir Stuft McDuck). Er ist in der Mitte des 12. Jahrhunderts der Anführer des Clans der Ducks und führt diesen zu Ruhm, Ehre und vor allem Reichtum.
- Sir Dümpelfried Duck (engl. Sir Roast McDuck) (* 1159; † 1205,[4] nach anderen Angaben jedoch † 1236[5]), gestorben am Schlagfluss während des Siegesmahles von Brakenburgh:[5] Er erstickte an der 13. Hammelkeule.
- Sir Dusseltrutz Duck (engl. Sir Swamphole McDuck), baute den neuen Fluchttunnel unter der Duckenburgh.[6] Wurde in seiner Rüstung in der Duckenburg bestattet,[7] da der Gang in seinem falschen Grab endet.[8]
- Sir Dagobert Duck (engl. Malcolm McDuck) (* um 1530; † 9. Dezember 1564, nach anderen Angaben 1579), Offizier in der englischen Marine.
- Duckat Mc Duck bzw. Ducklas Mac Duck (engl. Pap McPaper oder Danblane McDuck) (* um 1600; † vermutlich 1657), Kapitän des Fliegenden Schotten.
- Kapitän David Fürchtegott Duck (engl. Hugh „Seafoam“ McDuck) (* 1710, † 1776), Kapitän der „Goldenen Gans“ und Besitzer eines wertvollen goldenen Gebisses.[9]

Die Lebensdaten der Sirs Dusseltrutz, Dümpelfried, Donnerbold und Daunenstert Duck sind unter anderem in der von Carl Barks stammenden Geschichte The Old Castle’s Secret (Das Gespenst von Duckenburgh, 1965 in Deutschland erstmals erschienen) nachzulesen.

### Donalds Verwandtschaft väterlicherseits (Erpel/Gans/Duck)
|                      |                      |                      |                      |                      |                      |  |  |                               |                               |                               |                               |                               |                               |                        |                        |                        |                        |              |              |              |              |  |  |                      |                      |                      |                      |                      |                      |  |  | Emil Erasmus Erpel (Cornelius Coot) |                               |                               |                               |                               |                               |  |  |                                 |                                 |                                 |                                 |                                       |                                       |                                       |                                       |                                       |                                       |                   |                   |                          |                          |                          |                          |                            |                            |                            |                            |                            |                            |  |  |                            |                            |                            |                            |                            |                            |
|                      |                      |                      |                      |                      |                      |  |  |                               |                               |                               |                               |                               |                               |                        |                        |                        |                        |              |              |              |              |  |  |                      |                      |                      |                      |                      |                      |  |  |                                     |                               |                               |                               |                               |                               |  |  |                                 |                                 |                                 |                                 |                                       |                                       |                                       |                                       |                                       |                                       |                   |                   |                          |                          |                          |                          |                            |                            |                            |                            |                            |                            |  |  |                            |                            |                            |                            |                            |                            |
|                      |                      |                      |                      |                      |                      |  |  |                               |                               |                               |                               |                               |                               |                        |                        |                        |                        |              |              |              |              |  |  | Gunhilda Gans        | Gunhilda Gans        | Gunhilda Gans        | Gunhilda Gans        | Gunhilda Gans        | Gunhilda Gans        |  |  | Emelrich Erpel (Clinton Coot)       | Emelrich Erpel (Clinton Coot) | Emelrich Erpel (Clinton Coot) | Emelrich Erpel (Clinton Coot) | Emelrich Erpel (Clinton Coot) | Emelrich Erpel (Clinton Coot) |  |  |                                 |                                 |                                 |                                 |                                       |                                       |                                       |                                       |                                       |                                       |                   |                   |                          |                          |                          |                          |                            |                            |                            |                            |                            |                            |  |  |                            |                            |                            |                            |                            |                            |
|                      |                      |                      |                      |                      |                      |  |  |                               |                               |                               |                               |                               |                               |                        |                        |                        |                        |              |              |              |              |  |  | Gunhilda Gans        | Gunhilda Gans        | Gunhilda Gans        | Gunhilda Gans        | Gunhilda Gans        | Gunhilda Gans        |  |  | Emelrich Erpel (Clinton Coot)       | Emelrich Erpel (Clinton Coot) | Emelrich Erpel (Clinton Coot) | Emelrich Erpel (Clinton Coot) | Emelrich Erpel (Clinton Coot) | Emelrich Erpel (Clinton Coot) |  |  |                                 |                                 |                                 |                                 |                                       |                                       |                                       |                                       |                                       |                                       |                   |                   |                          |                          |                          |                          |                            |                            |                            |                            |                            |                            |  |  |                            |                            |                            |                            |                            |                            |
|                      |                      |                      |                      |                      |                      |  |  |                               |                               |                               |                               |                               |                               |                        |                        |                        |                        |              |              |              |              |  |  |                      |                      |                      |                      |                      |                      |  |  |                                     |                               |                               |                               |                               |                               |  |  |                                 |                                 |                                 |                                 |                                       |                                       |                                       |                                       |                                       |                                       |                   |                   |                          |                          |                          |                          |                            |                            |                            |                            |                            |                            |  |  |                            |                            |                            |                            |                            |                            |
|                      |                      |                      |                      |                      |                      |  |  |                               |                               |                               |                               |                               |                               |                        |                        |                        |                        |              |              |              |              |  |  |                      |                      |                      |                      |                      |                      |  |  |                                     |                               |                               |                               |                               |                               |  |  |                                 |                                 |                                 |                                 |                                       |                                       |                                       |                                       |                                       |                                       |                   |                   |                          |                          |                          |                          |                            |                            |                            |                            |                            |                            |  |  |                            |                            |                            |                            |                            |                            |
| Wilberta Wasserhuhn  | Wilberta Wasserhuhn  | Wilberta Wasserhuhn  | Wilberta Wasserhuhn  | Wilberta Wasserhuhn  | Wilberta Wasserhuhn  |  |  | Emanuel Erpel (Casey Coot)    | Emanuel Erpel (Casey Coot)    | Emanuel Erpel (Casey Coot)    | Emanuel Erpel (Casey Coot)    | Emanuel Erpel (Casey Coot)    | Emanuel Erpel (Casey Coot)    |                        |                        |                        |                        |              |              |              |              |  |  |                      |                      |                      |                      |                      |                      |  |  |                                     |                               |                               |                               |                               |                               |  |  |                                 |                                 |                                 |                                 | Dorette Erpel (Elvira “Grandma” Coot) | Dorette Erpel (Elvira “Grandma” Coot) | Dorette Erpel (Elvira “Grandma” Coot) | Dorette Erpel (Elvira “Grandma” Coot) | Dorette Erpel (Elvira “Grandma” Coot) | Dorette Erpel (Elvira “Grandma” Coot) |                   |                   | Hilmar (Humperdink) Duck | Hilmar (Humperdink) Duck | Hilmar (Humperdink) Duck | Hilmar (Humperdink) Duck | Hilmar (Humperdink) Duck   | Hilmar (Humperdink) Duck   |                            |                            |                            |                            |  |  |                            |                            |                            |                            |                            |                            |
| Wilberta Wasserhuhn  | Wilberta Wasserhuhn  | Wilberta Wasserhuhn  | Wilberta Wasserhuhn  | Wilberta Wasserhuhn  | Wilberta Wasserhuhn  |  |  | Emanuel Erpel (Casey Coot)    | Emanuel Erpel (Casey Coot)    | Emanuel Erpel (Casey Coot)    | Emanuel Erpel (Casey Coot)    | Emanuel Erpel (Casey Coot)    | Emanuel Erpel (Casey Coot)    |                        |                        |                        |                        |              |              |              |              |  |  |                      |                      |                      |                      |                      |                      |  |  |                                     |                               |                               |                               |                               |                               |  |  |                                 |                                 |                                 |                                 | Dorette Erpel (Elvira “Grandma” Coot) | Dorette Erpel (Elvira “Grandma” Coot) | Dorette Erpel (Elvira “Grandma” Coot) | Dorette Erpel (Elvira “Grandma” Coot) | Dorette Erpel (Elvira “Grandma” Coot) | Dorette Erpel (Elvira “Grandma” Coot) |                   |                   | Hilmar (Humperdink) Duck | Hilmar (Humperdink) Duck | Hilmar (Humperdink) Duck | Hilmar (Humperdink) Duck | Hilmar (Humperdink) Duck   | Hilmar (Humperdink) Duck   |                            |                            |                            |                            |  |  |                            |                            |                            |                            |                            |                            |
|                      |                      |                      |                      |                      |                      |  |  |                               |                               |                               |                               |                               |                               |                        |                        |                        |                        |              |              |              |              |  |  |                      |                      |                      |                      |                      |                      |  |  |                                     |                               |                               |                               |                               |                               |  |  |                                 |                                 |                                 |                                 |                                       |                                       |                                       |                                       |                                       |                                       |                   |                   |                          |                          |                          |                          |                            |                            |                            |                            |                            |                            |  |  |                            |                            |                            |                            |                            |                            |
|                      |                      |                      |                      |                      |                      |  |  |                               |                               |                               |                               |                               |                               |                        |                        |                        |                        |              |              |              |              |  |  |                      |                      |                      |                      |                      |                      |  |  |                                     |                               |                               |                               |                               |                               |  |  |                                 |                                 |                                 |                                 |                                       |                                       |                                       |                                       |                                       |                                       |                   |                   |                          |                          |                          |                          |                            |                            |                            |                            |                            |                            |  |  |                            |                            |                            |                            |                            |                            |
| Willibald Wasserhuhn | Willibald Wasserhuhn | Willibald Wasserhuhn | Willibald Wasserhuhn | Willibald Wasserhuhn | Willibald Wasserhuhn |  |  | Wilhelmine Erpel (Fanny Coot) | Wilhelmine Erpel (Fanny Coot) | Wilhelmine Erpel (Fanny Coot) | Wilhelmine Erpel (Fanny Coot) | Wilhelmine Erpel (Fanny Coot) | Wilhelmine Erpel (Fanny Coot) |                        |                        | Gangolf Gans           | Gangolf Gans           | Gangolf Gans | Gangolf Gans | Gangolf Gans | Gangolf Gans |  |  | Gretchen Gogel       | Gretchen Gogel       | Gretchen Gogel       | Gretchen Gogel       | Gretchen Gogel       | Gretchen Gogel       |  |  | Eider (Teddy) Duck                  | Eider (Teddy) Duck            | Eider (Teddy) Duck            | Eider (Teddy) Duck            | Eider (Teddy) Duck            | Eider (Teddy) Duck            |  |  | Gen. Golo Gans (Luke the Goose) | Gen. Golo Gans (Luke the Goose) | Gen. Golo Gans (Luke the Goose) | Gen. Golo Gans (Luke the Goose) | Gen. Golo Gans (Luke the Goose)       | Gen. Golo Gans (Luke the Goose)       |                                       |                                       | Daphne Duck                           | Daphne Duck                           | Daphne Duck       | Daphne Duck       | Daphne Duck              | Daphne Duck              |                          |                          | Degenhard (Quackmore) Duck | Degenhard (Quackmore) Duck | Degenhard (Quackmore) Duck | Degenhard (Quackmore) Duck | Degenhard (Quackmore) Duck | Degenhard (Quackmore) Duck |  |  | Dortel (Hortense) (Mc)Duck | Dortel (Hortense) (Mc)Duck | Dortel (Hortense) (Mc)Duck | Dortel (Hortense) (Mc)Duck | Dortel (Hortense) (Mc)Duck | Dortel (Hortense) (Mc)Duck |
| Willibald Wasserhuhn | Willibald Wasserhuhn | Willibald Wasserhuhn | Willibald Wasserhuhn | Willibald Wasserhuhn | Willibald Wasserhuhn |  |  | Wilhelmine Erpel (Fanny Coot) | Wilhelmine Erpel (Fanny Coot) | Wilhelmine Erpel (Fanny Coot) | Wilhelmine Erpel (Fanny Coot) | Wilhelmine Erpel (Fanny Coot) | Wilhelmine Erpel (Fanny Coot) |                        |                        | Gangolf Gans           | Gangolf Gans           | Gangolf Gans | Gangolf Gans | Gangolf Gans | Gangolf Gans |  |  | Gretchen Gogel       | Gretchen Gogel       | Gretchen Gogel       | Gretchen Gogel       | Gretchen Gogel       | Gretchen Gogel       |  |  | Eider (Teddy) Duck                  | Eider (Teddy) Duck            | Eider (Teddy) Duck            | Eider (Teddy) Duck            | Eider (Teddy) Duck            | Eider (Teddy) Duck            |  |  | Gen. Golo Gans (Luke the Goose) | Gen. Golo Gans (Luke the Goose) | Gen. Golo Gans (Luke the Goose) | Gen. Golo Gans (Luke the Goose) | Gen. Golo Gans (Luke the Goose)       | Gen. Golo Gans (Luke the Goose)       |                                       |                                       | Daphne Duck                           | Daphne Duck                           | Daphne Duck       | Daphne Duck       | Daphne Duck              | Daphne Duck              |                          |                          | Degenhard (Quackmore) Duck | Degenhard (Quackmore) Duck | Degenhard (Quackmore) Duck | Degenhard (Quackmore) Duck | Degenhard (Quackmore) Duck | Degenhard (Quackmore) Duck |  |  | Dortel (Hortense) (Mc)Duck | Dortel (Hortense) (Mc)Duck | Dortel (Hortense) (Mc)Duck | Dortel (Hortense) (Mc)Duck | Dortel (Hortense) (Mc)Duck | Dortel (Hortense) (Mc)Duck |
|                      |                      |                      |                      |                      |                      |  |  |                               |                               |                               |                               |                               |                               |                        |                        |                        |                        |              |              |              |              |  |  |                      |                      |                      |                      |                      |                      |  |  |                                     |                               |                               |                               |                               |                               |  |  |                                 |                                 |                                 |                                 |                                       |                                       |                                       |                                       |                                       |                                       |                   |                   |                          |                          |                          |                          |                            |                            |                            |                            |                            |                            |  |  |                            |                            |                            |                            |                            |                            |
|                      |                      |                      |                      |                      |                      |  |  |                               |                               |                               |                               |                               |                               |                        |                        |                        |                        |              |              |              |              |  |  |                      |                      |                      |                      |                      |                      |  |  |                                     |                               |                               |                               |                               |                               |  |  |                                 |                                 |                                 |                                 |                                       |                                       |                                       |                                       |                                       |                                       |                   |                   |                          |                          |                          |                          |                            |                            |                            |                            |                            |                            |  |  |                            |                            |                            |                            |                            |                            |
|                      |                      |                      |                      |                      |                      |  |  |                               |                               |                               |                               | Franz Gans (Gus Goose)        | Franz Gans (Gus Goose)        | Franz Gans (Gus Goose) | Franz Gans (Gus Goose) | Franz Gans (Gus Goose) | Franz Gans (Gus Goose) |              |              |              |              |  |  | Dussel (Fethry) Duck | Dussel (Fethry) Duck | Dussel (Fethry) Duck | Dussel (Fethry) Duck | Dussel (Fethry) Duck | Dussel (Fethry) Duck |  |  | Wastel (Whitewater) Duck            | Wastel (Whitewater) Duck      | Wastel (Whitewater) Duck      | Wastel (Whitewater) Duck      | Wastel (Whitewater) Duck      | Wastel (Whitewater) Duck      |  |  | Gustav Gans (Gladstone Gander)  | Gustav Gans (Gladstone Gander)  | Gustav Gans (Gladstone Gander)  | Gustav Gans (Gladstone Gander)  | Gustav Gans (Gladstone Gander)        | Gustav Gans (Gladstone Gander)        |                                       |                                       | Daisy Donna Duck                      | Daisy Donna Duck                      | Daisy Donna Duck  | Daisy Donna Duck  | Daisy Donna Duck         | Daisy Donna Duck         |                          |                          | Donald Duck                | Donald Duck                | Donald Duck                | Donald Duck                | Donald Duck                | Donald Duck                |  |  | Della Thelma Duck          | Della Thelma Duck          | Della Thelma Duck          | Della Thelma Duck          | Della Thelma Duck          | Della Thelma Duck          |
|                      |                      |                      |                      |                      |                      |  |  |                               |                               |                               |                               | Franz Gans (Gus Goose)        | Franz Gans (Gus Goose)        | Franz Gans (Gus Goose) | Franz Gans (Gus Goose) | Franz Gans (Gus Goose) | Franz Gans (Gus Goose) |              |              |              |              |  |  | Dussel (Fethry) Duck | Dussel (Fethry) Duck | Dussel (Fethry) Duck | Dussel (Fethry) Duck | Dussel (Fethry) Duck | Dussel (Fethry) Duck |  |  | Wastel (Whitewater) Duck            | Wastel (Whitewater) Duck      | Wastel (Whitewater) Duck      | Wastel (Whitewater) Duck      | Wastel (Whitewater) Duck      | Wastel (Whitewater) Duck      |  |  | Gustav Gans (Gladstone Gander)  | Gustav Gans (Gladstone Gander)  | Gustav Gans (Gladstone Gander)  | Gustav Gans (Gladstone Gander)  | Gustav Gans (Gladstone Gander)        | Gustav Gans (Gladstone Gander)        |                                       |                                       | Daisy Donna Duck                      | Daisy Donna Duck                      | Daisy Donna Duck  | Daisy Donna Duck  | Daisy Donna Duck         | Daisy Donna Duck         |                          |                          | Donald Duck                | Donald Duck                | Donald Duck                | Donald Duck                | Donald Duck                | Donald Duck                |  |  | Della Thelma Duck          | Della Thelma Duck          | Della Thelma Duck          | Della Thelma Duck          | Della Thelma Duck          | Della Thelma Duck          |
|                      |                      |                      |                      |                      |                      |  |  |                               |                               |                               |                               |                               |                               |                        |                        |                        |                        |              |              |              |              |  |  |                      |                      |                      |                      |                      |                      |  |  |                                     |                               |                               |                               |                               |                               |  |  |                                 |                                 |                                 |                                 |                                       |                                       |                                       |                                       |                                       |                                       |                   |                   |                          |                          |                          |                          |                            |                            |                            |                            |                            |                            |  |  |                            |                            |                            |                            |                            |                            |
|                      |                      |                      |                      |                      |                      |  |  |                               |                               |                               |                               |                               |                               |                        |                        |                        |                        |              |              |              |              |  |  |                      |                      |                      |                      |                      |                      |  |  |                                     |                               |                               |                               |                               |                               |  |  |                                 |                                 |                                 |                                 |                                       |                                       |                                       |                                       |                                       |                                       |                   |                   |                          |                          |                          |                          |                            |                            |                            |                            |                            |                            |  |  |                            |                            |                            |                            |                            |                            |
|                      |                      |                      |                      |                      |                      |  |  |                               |                               |                               |                               |                               |                               |                        |                        |                        |                        |              |              |              |              |  |  |                      |                      |                      |                      |                      |                      |  |  | Didi Duck                           | Didi Duck                     | Didi Duck                     | Didi Duck                     | Didi Duck                     | Didi Duck                     |  |  | Golo Gans                       | Golo Gans                       | Golo Gans                       | Golo Gans                       | Golo Gans                             | Golo Gans                             |                                       |                                       | Tick (Dewey) Duck                     | Tick (Dewey) Duck                     | Tick (Dewey) Duck | Tick (Dewey) Duck | Tick (Dewey) Duck        | Tick (Dewey) Duck        |                          |                          | Trick (Huey) Duck          | Trick (Huey) Duck          | Trick (Huey) Duck          | Trick (Huey) Duck          | Trick (Huey) Duck          | Trick (Huey) Duck          |  |  | Track (Louie) Duck         | Track (Louie) Duck         | Track (Louie) Duck         | Track (Louie) Duck         | Track (Louie) Duck         | Track (Louie) Duck         |

### Donalds Verwandtschaft mütterlicherseits (McDuck)
|                            |                            |                            |                            |                            |                            |  |  |                            |                            |                            |                            |                            |                            |  |  |                              |                              |                              |                              |                              |                              |  |  |                                          |                                          |                                          |                                          |                                          |                                          |  |  | David Fürchtegott (“Captain Seafoam”) (Mc)Duck |                                     |                                     |                                     |                                     |                                     |  |  |                       |                       |                       |                       |                       |                       |  |  |                                      |                                      |                                      |                                      |                                      |                                      |  |  |                  |                  |                  |                  |                  |                  |
|                            |                            |                            |                            |                            |                            |  |  |                            |                            |                            |                            |                            |                            |  |  |                              |                              |                              |                              |                              |                              |  |  |                                          |                                          |                                          |                                          |                                          |                                          |  |  |                                                |                                     |                                     |                                     |                                     |                                     |  |  |                       |                       |                       |                       |                       |                       |  |  |                                      |                                      |                                      |                                      |                                      |                                      |  |  |                  |                  |                  |                  |                  |                  |
|                            |                            |                            |                            |                            |                            |  |  |                            |                            |                            |                            |                            |                            |  |  |                              |                              |                              |                              |                              |                              |  |  |                                          |                                          |                                          |                                          |                                          |                                          |  |  |                                                |                                     |                                     |                                     |                                     |                                     |  |  |                       |                       |                       |                       |                       |                       |  |  |                                      |                                      |                                      |                                      |                                      |                                      |  |  |                  |                  |                  |                  |                  |                  |
|                            |                            |                            |                            |                            |                            |  |  |                            |                            |                            |                            |                            |                            |  |  | Minchen Matz (Molly Mallard) | Minchen Matz (Molly Mallard) | Minchen Matz (Molly Mallard) | Minchen Matz (Molly Mallard) | Minchen Matz (Molly Mallard) | Minchen Matz (Molly Mallard) |  |  | „Gruben-Gustl“ (“Dirty” Dingus) (Mc)Duck | „Gruben-Gustl“ (“Dirty” Dingus) (Mc)Duck | „Gruben-Gustl“ (“Dirty” Dingus) (Mc)Duck | „Gruben-Gustl“ (“Dirty” Dingus) (Mc)Duck | „Gruben-Gustl“ (“Dirty” Dingus) (Mc)Duck | „Gruben-Gustl“ (“Dirty” Dingus) (Mc)Duck |  |  | David (Quagmire) (Mc)Duck                      | David (Quagmire) (Mc)Duck           | David (Quagmire) (Mc)Duck           | David (Quagmire) (Mc)Duck           | David (Quagmire) (Mc)Duck           | David (Quagmire) (Mc)Duck           |  |  |                       |                       |                       |                       |                       |                       |  |  |                                      |                                      |                                      |                                      |                                      |                                      |  |  |                  |                  |                  |                  |                  |                  |
|                            |                            |                            |                            |                            |                            |  |  |                            |                            |                            |                            |                            |                            |  |  | Minchen Matz (Molly Mallard) | Minchen Matz (Molly Mallard) | Minchen Matz (Molly Mallard) | Minchen Matz (Molly Mallard) | Minchen Matz (Molly Mallard) | Minchen Matz (Molly Mallard) |  |  | „Gruben-Gustl“ (“Dirty” Dingus) (Mc)Duck | „Gruben-Gustl“ (“Dirty” Dingus) (Mc)Duck | „Gruben-Gustl“ (“Dirty” Dingus) (Mc)Duck | „Gruben-Gustl“ (“Dirty” Dingus) (Mc)Duck | „Gruben-Gustl“ (“Dirty” Dingus) (Mc)Duck | „Gruben-Gustl“ (“Dirty” Dingus) (Mc)Duck |  |  | David (Quagmire) (Mc)Duck                      | David (Quagmire) (Mc)Duck           | David (Quagmire) (Mc)Duck           | David (Quagmire) (Mc)Duck           | David (Quagmire) (Mc)Duck           | David (Quagmire) (Mc)Duck           |  |  |                       |                       |                       |                       |                       |                       |  |  |                                      |                                      |                                      |                                      |                                      |                                      |  |  |                  |                  |                  |                  |                  |                  |
|                            |                            |                            |                            |                            |                            |  |  |                            |                            |                            |                            |                            |                            |  |  |                              |                              |                              |                              |                              |                              |  |  |                                          |                                          |                                          |                                          |                                          |                                          |  |  |                                                |                                     |                                     |                                     |                                     |                                     |  |  |                       |                       |                       |                       |                       |                       |  |  |                                      |                                      |                                      |                                      |                                      |                                      |  |  |                  |                  |                  |                  |                  |                  |
|                            |                            |                            |                            |                            |                            |  |  |                            |                            |                            |                            |                            |                            |  |  |                              |                              |                              |                              |                              |                              |  |  |                                          |                                          |                                          |                                          |                                          |                                          |  |  |                                                |                                     |                                     |                                     |                                     |                                     |  |  |                       |                       |                       |                       |                       |                       |  |  |                                      |                                      |                                      |                                      |                                      |                                      |  |  |                  |                  |                  |                  |                  |                  |
|                            |                            |                            |                            |                            |                            |  |  |                            |                            |                            |                            |                            |                            |  |  | Dietbert (Fergus) (Mc)Duck   | Dietbert (Fergus) (Mc)Duck   | Dietbert (Fergus) (Mc)Duck   | Dietbert (Fergus) (Mc)Duck   | Dietbert (Fergus) (Mc)Duck   | Dietbert (Fergus) (Mc)Duck   |  |  | Dankrade Duck (Downy O’Drake)            | Dankrade Duck (Downy O’Drake)            | Dankrade Duck (Downy O’Drake)            | Dankrade Duck (Downy O’Drake)            | Dankrade Duck (Downy O’Drake)            | Dankrade Duck (Downy O’Drake)            |  |  | Diethelm (Angus “Pothole”) (Mc)Duck            | Diethelm (Angus “Pothole”) (Mc)Duck | Diethelm (Angus “Pothole”) (Mc)Duck | Diethelm (Angus “Pothole”) (Mc)Duck | Diethelm (Angus “Pothole”) (Mc)Duck | Diethelm (Angus “Pothole”) (Mc)Duck |  |  | Jakob (Jake) (Mc)Duck | Jakob (Jake) (Mc)Duck | Jakob (Jake) (Mc)Duck | Jakob (Jake) (Mc)Duck | Jakob (Jake) (Mc)Duck | Jakob (Jake) (Mc)Duck |  |  |                                      |                                      |                                      |                                      |                                      |                                      |  |  |                  |                  |                  |                  |                  |                  |
|                            |                            |                            |                            |                            |                            |  |  |                            |                            |                            |                            |                            |                            |  |  | Dietbert (Fergus) (Mc)Duck   | Dietbert (Fergus) (Mc)Duck   | Dietbert (Fergus) (Mc)Duck   | Dietbert (Fergus) (Mc)Duck   | Dietbert (Fergus) (Mc)Duck   | Dietbert (Fergus) (Mc)Duck   |  |  | Dankrade Duck (Downy O’Drake)            | Dankrade Duck (Downy O’Drake)            | Dankrade Duck (Downy O’Drake)            | Dankrade Duck (Downy O’Drake)            | Dankrade Duck (Downy O’Drake)            | Dankrade Duck (Downy O’Drake)            |  |  | Diethelm (Angus “Pothole”) (Mc)Duck            | Diethelm (Angus “Pothole”) (Mc)Duck | Diethelm (Angus “Pothole”) (Mc)Duck | Diethelm (Angus “Pothole”) (Mc)Duck | Diethelm (Angus “Pothole”) (Mc)Duck | Diethelm (Angus “Pothole”) (Mc)Duck |  |  | Jakob (Jake) (Mc)Duck | Jakob (Jake) (Mc)Duck | Jakob (Jake) (Mc)Duck | Jakob (Jake) (Mc)Duck | Jakob (Jake) (Mc)Duck | Jakob (Jake) (Mc)Duck |  |  |                                      |                                      |                                      |                                      |                                      |                                      |  |  |                  |                  |                  |                  |                  |                  |
|                            |                            |                            |                            |                            |                            |  |  |                            |                            |                            |                            |                            |                            |  |  |                              |                              |                              |                              |                              |                              |  |  |                                          |                                          |                                          |                                          |                                          |                                          |  |  |                                                |                                     |                                     |                                     |                                     |                                     |  |  |                       |                       |                       |                       |                       |                       |  |  |                                      |                                      |                                      |                                      |                                      |                                      |  |  |                  |                  |                  |                  |                  |                  |
|                            |                            |                            |                            |                            |                            |  |  |                            |                            |                            |                            |                            |                            |  |  |                              |                              |                              |                              |                              |                              |  |  |                                          |                                          |                                          |                                          |                                          |                                          |  |  |                                                |                                     |                                     |                                     |                                     |                                     |  |  |                       |                       |                       |                       |                       |                       |  |  |                                      |                                      |                                      |                                      |                                      |                                      |  |  |                  |                  |                  |                  |                  |                  |
|                            |                            |                            |                            |                            |                            |  |  |                            |                            |                            |                            |                            |                            |  |  |                              |                              |                              |                              |                              |                              |  |  |                                          |                                          |                                          |                                          |                                          |                                          |  |  |                                                |                                     |                                     |                                     |                                     |                                     |  |  |                       |                       |                       |                       |                       |                       |  |  |                                      |                                      |                                      |                                      |                                      |                                      |  |  |                  |                  |                  |                  |                  |                  |
|                            |                            |                            |                            |                            |                            |  |  |                            |                            |                            |                            |                            |                            |  |  |                              |                              |                              |                              |                              |                              |  |  |                                          |                                          |                                          |                                          |                                          |                                          |  |  |                                                |                                     |                                     |                                     |                                     |                                     |  |  |                       |                       |                       |                       |                       |                       |  |  |                                      |                                      |                                      |                                      |                                      |                                      |  |  |                  |                  |                  |                  |                  |                  |
| Degenhard (Quackmore) Duck | Degenhard (Quackmore) Duck | Degenhard (Quackmore) Duck | Degenhard (Quackmore) Duck | Degenhard (Quackmore) Duck | Degenhard (Quackmore) Duck |  |  | Dortel (Hortense) (Mc)Duck | Dortel (Hortense) (Mc)Duck | Dortel (Hortense) (Mc)Duck | Dortel (Hortense) (Mc)Duck | Dortel (Hortense) (Mc)Duck | Dortel (Hortense) (Mc)Duck |  |  | Dietram (Mc)Duck             | Dietram (Mc)Duck             | Dietram (Mc)Duck             | Dietram (Mc)Duck             | Dietram (Mc)Duck             | Dietram (Mc)Duck             |  |  | Gitta Gans                               | Gitta Gans                               | Gitta Gans                               | Gitta Gans                               | Gitta Gans                               | Gitta Gans                               |  |  | Dagobert (Scrooge) (Mc)Duck                    | Dagobert (Scrooge) (Mc)Duck         | Dagobert (Scrooge) (Mc)Duck         | Dagobert (Scrooge) (Mc)Duck         | Dagobert (Scrooge) (Mc)Duck         | Dagobert (Scrooge) (Mc)Duck         |  |  | Nelly „Goldie“ O’Gilt | Nelly „Goldie“ O’Gilt | Nelly „Goldie“ O’Gilt | Nelly „Goldie“ O’Gilt | Nelly „Goldie“ O’Gilt | Nelly „Goldie“ O’Gilt |  |  | Matilda (Mc)Duck (Mathilda [Mc]Duck) | Matilda (Mc)Duck (Mathilda [Mc]Duck) | Matilda (Mc)Duck (Mathilda [Mc]Duck) | Matilda (Mc)Duck (Mathilda [Mc]Duck) | Matilda (Mc)Duck (Mathilda [Mc]Duck) | Matilda (Mc)Duck (Mathilda [Mc]Duck) |  |  | Primus von Quack | Primus von Quack | Primus von Quack | Primus von Quack | Primus von Quack | Primus von Quack |
| Degenhard (Quackmore) Duck | Degenhard (Quackmore) Duck | Degenhard (Quackmore) Duck | Degenhard (Quackmore) Duck | Degenhard (Quackmore) Duck | Degenhard (Quackmore) Duck |  |  | Dortel (Hortense) (Mc)Duck | Dortel (Hortense) (Mc)Duck | Dortel (Hortense) (Mc)Duck | Dortel (Hortense) (Mc)Duck | Dortel (Hortense) (Mc)Duck | Dortel (Hortense) (Mc)Duck |  |  | Dietram (Mc)Duck             | Dietram (Mc)Duck             | Dietram (Mc)Duck             | Dietram (Mc)Duck             | Dietram (Mc)Duck             | Dietram (Mc)Duck             |  |  | Gitta Gans                               | Gitta Gans                               | Gitta Gans                               | Gitta Gans                               | Gitta Gans                               | Gitta Gans                               |  |  | Dagobert (Scrooge) (Mc)Duck                    | Dagobert (Scrooge) (Mc)Duck         | Dagobert (Scrooge) (Mc)Duck         | Dagobert (Scrooge) (Mc)Duck         | Dagobert (Scrooge) (Mc)Duck         | Dagobert (Scrooge) (Mc)Duck         |  |  | Nelly „Goldie“ O’Gilt | Nelly „Goldie“ O’Gilt | Nelly „Goldie“ O’Gilt | Nelly „Goldie“ O’Gilt | Nelly „Goldie“ O’Gilt | Nelly „Goldie“ O’Gilt |  |  | Matilda (Mc)Duck (Mathilda [Mc]Duck) | Matilda (Mc)Duck (Mathilda [Mc]Duck) | Matilda (Mc)Duck (Mathilda [Mc]Duck) | Matilda (Mc)Duck (Mathilda [Mc]Duck) | Matilda (Mc)Duck (Mathilda [Mc]Duck) | Matilda (Mc)Duck (Mathilda [Mc]Duck) |  |  | Primus von Quack | Primus von Quack | Primus von Quack | Primus von Quack | Primus von Quack | Primus von Quack |
|                            |                            |                            |                            |                            |                            |  |  |                            |                            |                            |                            |                            |                            |  |  |                              |                              |                              |                              |                              |                              |  |  |                                          |                                          |                                          |                                          |                                          |                                          |  |  |                                                |                                     |                                     |                                     |                                     |                                     |  |  |                       |                       |                       |                       |                       |                       |  |  |                                      |                                      |                                      |                                      |                                      |                                      |  |  |                  |                  |                  |                  |                  |                  |
|                            |                            |                            |                            |                            |                            |  |  |                            |                            |                            |                            |                            |                            |  |  |                              |                              |                              |                              |                              |                              |  |  |                                          |                                          |                                          |                                          |                                          |                                          |  |  |                                                |                                     |                                     |                                     |                                     |                                     |  |  |                       |                       |                       |                       |                       |                       |  |  |                                      |                                      |                                      |                                      |                                      |                                      |  |  |                  |                  |                  |                  |                  |                  |
|                            |                            |                            |                            |                            |                            |  |  |                            |                            |                            |                            |                            |                            |  |  |                              |                              |                              |                              |                              |                              |  |  |                                          |                                          |                                          |                                          |                                          |                                          |  |  |                                                |                                     |                                     |                                     |                                     |                                     |  |  |                       |                       |                       |                       |                       |                       |  |  |                                      |                                      |                                      |                                      |                                      |                                      |  |  |                  |                  |                  |                  |                  |                  |
|                            |                            |                            |                            |                            |                            |  |  |                            |                            |                            |                            |                            |                            |  |  |                              |                              |                              |                              |                              |                              |  |  |                                          |                                          |                                          |                                          |                                          |                                          |  |  |                                                |                                     |                                     |                                     |                                     |                                     |  |  |                       |                       |                       |                       |                       |                       |  |  |                                      |                                      |                                      |                                      |                                      |                                      |  |  |                  |                  |                  |                  |                  |                  |
| Donald Duck                | Donald Duck                | Donald Duck                | Donald Duck                | Donald Duck                | Donald Duck                |  |  | Della Thelma Duck          | Della Thelma Duck          | Della Thelma Duck          | Della Thelma Duck          | Della Thelma Duck          | Della Thelma Duck          |  |  | ? (Daisys Bruder)            | ? (Daisys Bruder)            | ? (Daisys Bruder)            | ? (Daisys Bruder)            | ? (Daisys Bruder)            | ? (Daisys Bruder)            |  |  | Daisy Duck                               | Daisy Duck                               | Daisy Duck                               | Daisy Duck                               | Daisy Duck                               | Daisy Duck                               |  |  | ? (Daisys Schwester Donna)                     | ? (Daisys Schwester Donna)          | ? (Daisys Schwester Donna)          | ? (Daisys Schwester Donna)          | ? (Daisys Schwester Donna)          | ? (Daisys Schwester Donna)          |  |  |                       |                       |                       |                       |                       |                       |  |  | ?                                    | ?                                    | ?                                    | ?                                    | ?                                    | ?                                    |  |  |                  |                  |                  |                  |                  |                  |
| Donald Duck                | Donald Duck                | Donald Duck                | Donald Duck                | Donald Duck                | Donald Duck                |  |  | Della Thelma Duck          | Della Thelma Duck          | Della Thelma Duck          | Della Thelma Duck          | Della Thelma Duck          | Della Thelma Duck          |  |  | ? (Daisys Bruder)            | ? (Daisys Bruder)            | ? (Daisys Bruder)            | ? (Daisys Bruder)            | ? (Daisys Bruder)            | ? (Daisys Bruder)            |  |  | Daisy Duck                               | Daisy Duck                               | Daisy Duck                               | Daisy Duck                               | Daisy Duck                               | Daisy Duck                               |  |  | ? (Daisys Schwester Donna)                     | ? (Daisys Schwester Donna)          | ? (Daisys Schwester Donna)          | ? (Daisys Schwester Donna)          | ? (Daisys Schwester Donna)          | ? (Daisys Schwester Donna)          |  |  |                       |                       |                       |                       |                       |                       |  |  | ?                                    | ?                                    | ?                                    | ?                                    | ?                                    | ?                                    |  |  |                  |                  |                  |                  |                  |                  |
|                            |                            |                            |                            |                            |                            |  |  |                            |                            |                            |                            |                            |                            |  |  |                              |                              |                              |                              |                              |                              |  |  |                                          |                                          |                                          |                                          |                                          |                                          |  |  |                                                |                                     |                                     |                                     |                                     |                                     |  |  |                       |                       |                       |                       |                       |                       |  |  |                                      |                                      |                                      |                                      |                                      |                                      |  |  |                  |                  |                  |                  |                  |                  |
|                            |                            |                            |                            |                            |                            |  |  |                            |                            |                            |                            |                            |                            |  |  |                              |                              |                              |                              |                              |                              |  |  |                                          |                                          |                                          |                                          |                                          |                                          |  |  |                                                |                                     |                                     |                                     |                                     |                                     |  |  |                       |                       |                       |                       |                       |                       |  |  |                                      |                                      |                                      |                                      |                                      |                                      |  |  |                  |                  |                  |                  |                  |                  |
| Tick (Dewey) Duck          | Tick (Dewey) Duck          | Tick (Dewey) Duck          | Tick (Dewey) Duck          | Tick (Dewey) Duck          | Tick (Dewey) Duck          |  |  | Trick (Huey) Duck          | Trick (Huey) Duck          | Trick (Huey) Duck          | Trick (Huey) Duck          | Trick (Huey) Duck          | Trick (Huey) Duck          |  |  | Track (Louie) Duck           | Track (Louie) Duck           | Track (Louie) Duck           | Track (Louie) Duck           | Track (Louie) Duck           | Track (Louie) Duck           |  |  | Ducky (April) Duck                       | Ducky (April) Duck                       | Ducky (April) Duck                       | Ducky (April) Duck                       | Ducky (April) Duck                       | Ducky (April) Duck                       |  |  | Dacky (May) Duck                               | Dacky (May) Duck                    | Dacky (May) Duck                    | Dacky (May) Duck                    | Dacky (May) Duck                    | Dacky (May) Duck                    |  |  | Dicky (June) Duck     | Dicky (June) Duck     | Dicky (June) Duck     | Dicky (June) Duck     | Dicky (June) Duck     | Dicky (June) Duck     |  |  | Dolly Dickie Duck                    | Dolly Dickie Duck                    | Dolly Dickie Duck                    | Dolly Dickie Duck                    | Dolly Dickie Duck                    | Dolly Dickie Duck                    |  |  |                  |                  |                  |                  |                  |                  |

### Die schottische Linie bis in die Gegenwart
- Ducklas Mac Duck (engl. Danblane/Duckat McDuck) der fliegende Schotte; (1635–1956); verheiratet seit 16?? mit NN (w) van der Quack; (um 1640–????).
  - Sir Dolloron Duck (engl. Sir Angus McDuck); (16??–16/17??); als Clanchief um 1697 erwähnt.
  - Dufflecoat Duck (engl. Locksley McDuck); (16??–17??); als Clanchief um 1707 erwähnt; verheiratet seit 17?? mit NN (w) Erpel (engl. NN (w) Coot); (16?? – nach 1710).
    - Daunentreu Duck (engl. NN McDuck); (17?? – [ertrunken?] 17??); „Käpt’n Wirrbart“.
    - David Fürchtegott Duck (engl. Hugh Seafoam McDuck); Käpt’n der „Goldenen Gans“; (um 1710 – gefallen 1776); verheiratet seit 17?? mit NN (w) Duck (engl. NN (w) Duck), (17??–1???).
      - NN (Tochter) Duck (engl. NN (w) McDuck); (17??–1???); verheiratet seit 17?? mit NN (franz. Ignace de l’Orlotan); (17??–1???).
      - NN (Tochter) Duck (engl. NN (w) McDuck); (17??–1???); verheiratet seit 17?? mit NN (Graf von Duck); (17??–1???).
      - NN (Tochter) Duck (engl. NN (w) McDuck); (17??–1???); verheiratet seit 17?? mit Jean Valjean (dt. Dagojean); (17??–1???).
        - Jean Valjean (dt. Dagojean); (17?? – nach 1832); erwähnt 1815 & 1832.
          - Colette NN (von Valjean adoptiert); (*um 1805–18??); verheiratet seit 18?? mit Darius NN; (18??–18??).

      - NN (Sohn) Duck (engl. Potcrack McDuck); (17??–1???); erwähnt um 1767; verheiratet seit 17?? mit NN (17??–1???).
        - NN (Tochter) Duck (engl. NN (w) McDuck); (17??–1???); verheiratet seit 18?? mit NN (engl. Vermund McWildduck); (17??–187?); General.
          - NN (Tochter) (engl. NN (w) McWildduck); (18??–18??); verheiratet seit 18?? (in Wien?) mit NN (m) von Quack (engl. von Drake); (18??–18??).

        - David Duck (engl. Quagmire McDuck); (17?? – nach 1867); Rubin für Erbuhr.
        - NN (Tochter) Duck (engl. NN (w) McDuck); (17??–18??); verheiratet seit 18?? mit NN (span. Pat al Tinhas); (17??–18??).
        - „Gruben-Gustel“ Duck (engl. „Dirty“ Dingus McDuck) (um 1800 – vor 1870?); Bergarbeiter in einem Kohlebergwerk bei Glasgow (Schottland); verheiratet seit 182? mit Minchen Matz (engl. Molly Mallard); (um 1800 – vor 1870?).
          - Diethelm Duck (engl. Angus McDuck) (1829–1901), wanderte nach Amerika aus, arbeitete dort als Kapitän eines Mississippi-Flussdampfers und schrieb später Groschenromane.
          - Jakob Duck (engl. Jake McDuck) (* 1832 in Glasgow), Dagoberts letzter noch lebender Onkel in Schottland. Er tauchte als Bild zum ersten Mal in der Geschichte von Carl Barks "A Christmas for Shacktown" (Weihnachten für Kummersdorf) aus dem Jahr 1952 auf.
          - Dietbert Duck (engl. Fergus McDuck) (1835–1902), Arbeiter in Glasgow und Vater von Dagobert. Verheiratet mit Dankrade Duck (engl. Downy O’Drake) (1840–1897).
            - Dagobert Duck (engl. Scrooge McDuck) (* 1867 in Glasgow), wanderte 1902 nach Entenhausen aus.
            - Mathilda Duck (engl. Matilda McDuck) (* 1871 in Glasgow), verwaltet die Duckenburgh.
            - Dortel Duck (engl. Hortense McDuck) (* 1876, † nach 1930), verheiratet mit Degenhard Duck (engl. Quackmore Duck).
              - Donald Duck.
              - Della Duck (engl. Della Thelma Duck).
                - Tick, Trick und Track Duck (engl. Huey, Dewey and Louie Duck).

### Die Erpel-Linie
- Emil Erasmus Erpel (engl. Cornelius Coot) (1790–1880). Gründer der Stadt Entenhausen.
  - Emelrich Erpel (engl. Clinton Coot) (1830–1910). Gründer des Fähnlein Fieselschweif und Erfinder des „Schlauen Buchs“. Verheiratet mit Gunhilda Gans.
    - Dorette Duck (engl. Elvira “Grandma Duck” Coot) (5. Oktober 1855–1960). Liebevoll auch „Oma Duck“ genannt. Sie besitzt einen Bauernhof. Verheiratet mit Hilmar Duck (engl. Humperdink Duck).
      - Degenhard Duck (engl. Quackmore Duck). Der Vater von Donald Duck und Della Duck. Verheiratet mit Dortel Duck und ebenso jähzornig wie diese und ihr gemeinsamer Sohn.
      - Daphne Duck. Die Mutter von Gustav Gans. Sie hat ebenso viel Glück wie ihr Sohn. Verheiratet mit General Golo Gans.
      - Teddy Duck (engl. Eider Duck). Vater von Dussel Duck und Wastel Duck. Verheiratet mit Gretchen Gogel.

    - Emanuel Erpel (engl. Casey Coot). Ein recht erfolgloser Goldgräberkollege Dagoberts. Er verkauft Dagobert ein 10 ha großes Grundstück auf dem das „Fort Entenhausen“ steht. Verheiratet mit Wilberta Wasserhuhn.
      - Wilhelmine Erpel (engl. Fanny Coot). Tochter von Emanuel Erpel. Verheiratet mit Gangolf Gans.
        - Franz Gans (engl. Gus Goose). Er ist Knecht auf Oma Ducks Bauernhof.

      - Willibald Wasserhuhn (engl. Cuthbert Coot).

### Weitere Verwandte
- Sir Simon Duck (* 1437, † 1509), Erbschatzmeister der Tempelritter.
- Bootsmann Bottervogel (engl. Pintail Duck). Hat 1564 gemeinsam mit Sir Dagobert Duck einen Schatz auf Trinidad vergraben.
- Willibald Wasserhuhn (engl. Cuthbert Coot). Der Sohn von Emanuel Erpel. Er ist Cowboy.
- Gustav Gans (engl. Gladstone Gander), ewiger Glückspilz; nach Barks ist Dagobert „der Mutter Bruder Schwager“ von Gustav. Er schämt sich, einmal gearbeitet zu haben.
- Wastel Duck (engl. Whitewater Duck). Ein rauer Geselle. Er arbeitet in den Wäldern als Holzfäller. Vetter von Donald Duck und Gustav Gans. Er ist der Bruder Dussels.
- Dussel Duck (engl. Fethry Duck), ist in italienischen Geschichten ein sehr ungeschickter Vetter von Donald Duck und Gustav Gans.
  - Didi Duck (engl. Dugan Duck, ital. Pennino, port. Biquinho) ist Dussels 4-jähriger, ebenfalls ungeschickter Neffe, der nur sehr selten auftaucht. Er gilt als ziemlich aggressiv und anarchistisch. Didi ist der Sohn von Dussels und Wastels verschollener Schwester, allerdings existieren auch Quellen, die behaupten, Didi sei Wastels Sohn.

## Differenzen zwischen deutschen und amerikanischen Ausgaben
Für Verwirrung sorgt oftmals die Tatsache, dass die erste Übersetzerin der Barks-Geschichten, Erika Fuchs, für fast alle Entenfiguren den Nachnamen Duck benutzte und viele Übersetzer und europäische Autoren dieses immer noch tun. Im Gegensatz dazu werden im Amerikanischen (vor allem von Don Rosa gemäß einer ihm vorliegenden – von Barks für seinen privaten Gebrauch erstellten – Übersicht der verwandtschaftlichen Beziehungen) mehrere verschiedene Nachnamen verwendet, so McDuck für Dagobert als letzten männlichen Vertreter des Clans, Coot für „Oma“ Dorette und Degenhart (Donalds Vater), die dort einer anderen Familie angehören und das einfache Duck für die nicht „erbberechtigten“, also nicht direkt von einem männlichen McDuck abstammenden Nachfahren des McDuck-Clans. In europäischen Geschichten werden Dagobert und „Oma“ jedoch oft gemäß der Namensgebung als Geschwisterpaar dargestellt, was äußerst komplizierte Familienverhältnisse mit vielen zusätzlichen Mehrfachverwandtschaften zur Folge hat.

## Fehler
In den Duck-Comics kam es immer wieder zu inhaltlichen und chronologischen Ungereimtheiten. Zum Beispiel wird in Onkel Dagobert – Sein Leben, seine Milliarden behauptet, dass Dagobert seinen Onkel Diethelm bis zu seinem 13. Lebensjahr nicht kannte, da dieser lange vor Dagoberts Geburt auswanderte. An anderer Stelle sieht man in einem Panel jedoch ein Familienfoto, das Diethelm, Jakob und Dietbert zusammen mit Dankrade und den Kindern Dagobert, Mathilda und Dortel zeigt.